# (9555) Frejakocha
(9555) Frejakocha es un asteroide perteneciente al cinturón de asteroides, descubierto el 2 de abril de 1986 por el Observatorio Universitario de Copenhague desde el Observatorio Brorfelde, Holbæk, Dinamarca.

## Designación y nombre
Designado provisionalmente como 1986 GC. Fue nombrado por Freja Koch Augustesen (n. 2008) quien es nieta de uno de los descubridores.

## Características orbitales
Frejakocha está situado a una distancia media del Sol de 2,362 ua, pudiendo alejarse hasta 2,555 ua y acercarse hasta 2,168 ua. Su excentricidad es 0,082 y la inclinación orbital 7,172 grados. Emplea 1325,60 días en completar una órbita alrededor del Sol.
Pertenece a la familia de asteroides de (4) Vesta.

## Características físicas
La magnitud absoluta de Frejakocha es 14,44. 